# Pilizetes dudichi
Pilizetes dudichi är en kvalsterart som beskrevs av Balogh 1966. Pilizetes dudichi ingår i släktet Pilizetes och familjen Galumnidae. Inga underarter finns listade i Catalogue of Life.